# Torre Quezzi
Torre Quezzi este o arie protejată (arie specială de conservare — SAC, sit de importanță comunitară — SCI) din Italia întinsă pe o suprafață de 8,9 ha, integral pe uscat.

## Localizare
Centrul sitului Torre Quezzi este situat la coordonatele 44°25′44″N 8°58′17″E / 44.428889°N 8.971389°E.

## Înființare
Situl Torre Quezzi a fost declarat sit de importanță comunitară în iunie 1995 pentru a proteja 7 specii de animale. Situl a fost protejat și ca arie specială de conservare în aprilie 2017.

## Biodiversitate
Situată în ecoregiunea mediteraneană, aria protejată conține 3 habitate naturale: Pajiști uscate seminaturale și facies de acoperire cu tufișuri pe substraturi calcaroase (Festuco-Brometalia) (* situri importante pentru orhidee), Păduri de Castanea sativa, Păduri de stejar alb estice.
La baza desemnării sitului se află mai multe specii protejate:
- păsări (6): lăstunul mare (Apus apus), sticlete (Carduelis carduelis), măcăleandru (Erithacus rubecula), vrabie (Passer domesticus), brumăriță de pădure (Prunella modularis), pănțărușul (Troglodytes troglodytes)
- nevertebrate (1): Euplagia quadripunctaria

Pe lângă speciile protejate, pe teritoriul sitului au mai fost identificate 1 specie de plante, 5 specii de păsări, 5 specii de nevertebrate, 4 specii de reptile.